# The Conscience of John David
The Conscience of John David è un film muto del 1916 scritto, interpretato e diretto da Crane Wilbur.

## Trama
John David, ricco play boy, incontra un vagabondo che gli dice di essere la sua coscienza. Insieme, i due vanno dalla fidanzata di John, una donna mondana, e la scoprono insieme a un libertino, cosa che fa scoppiare una violenta lite. Quando il libertino muore, John - credendosi colpevole della sua morte - fugge via. Sempre insieme al suo accompagnatore, si reca in una piccola città dove conosce e si innamora della figlia dello sceriffo. Il giorno delle nozze, però, prima della cerimonia, John confessa pubblicamente di essere l'autore di un omicidio. Le autorità però lo informano che il vero assassino è stato un domestico che si era voluto vendicare del padrone libertino approfittando del fatto che lo aveva trovato ferito mentre si nascondeva in una stanza dopo la lite con il suo rivale. Ora John, con la coscienza pulita, può sposare la donna che ama.

## Produzione
Il film fu prodotto dalla David Horsley Productions e dalla Centaur Film Company.

## Distribuzione
Distribuito dalla Mutual Film (come Mutual Masterpieces De Luxe Edition) il film uscì nelle sale cinematografiche USA il 24 aprile 1916.